# کاسیو وارگاس
کاسیو وارگاس (به پرتغالی: Cássio Vargas Barbosa) مهاجم اهل برزیل است که در شهر پورتو الگره و در تاریخ ۲۵ نوامبر ۱۹۸۳ به دنیا آمده‌است.
کاسیو وارگاس در تیم‌های فوتبال Corinthians Alagoano سابقهٔ حضور دارد.